# Marcel Paquet

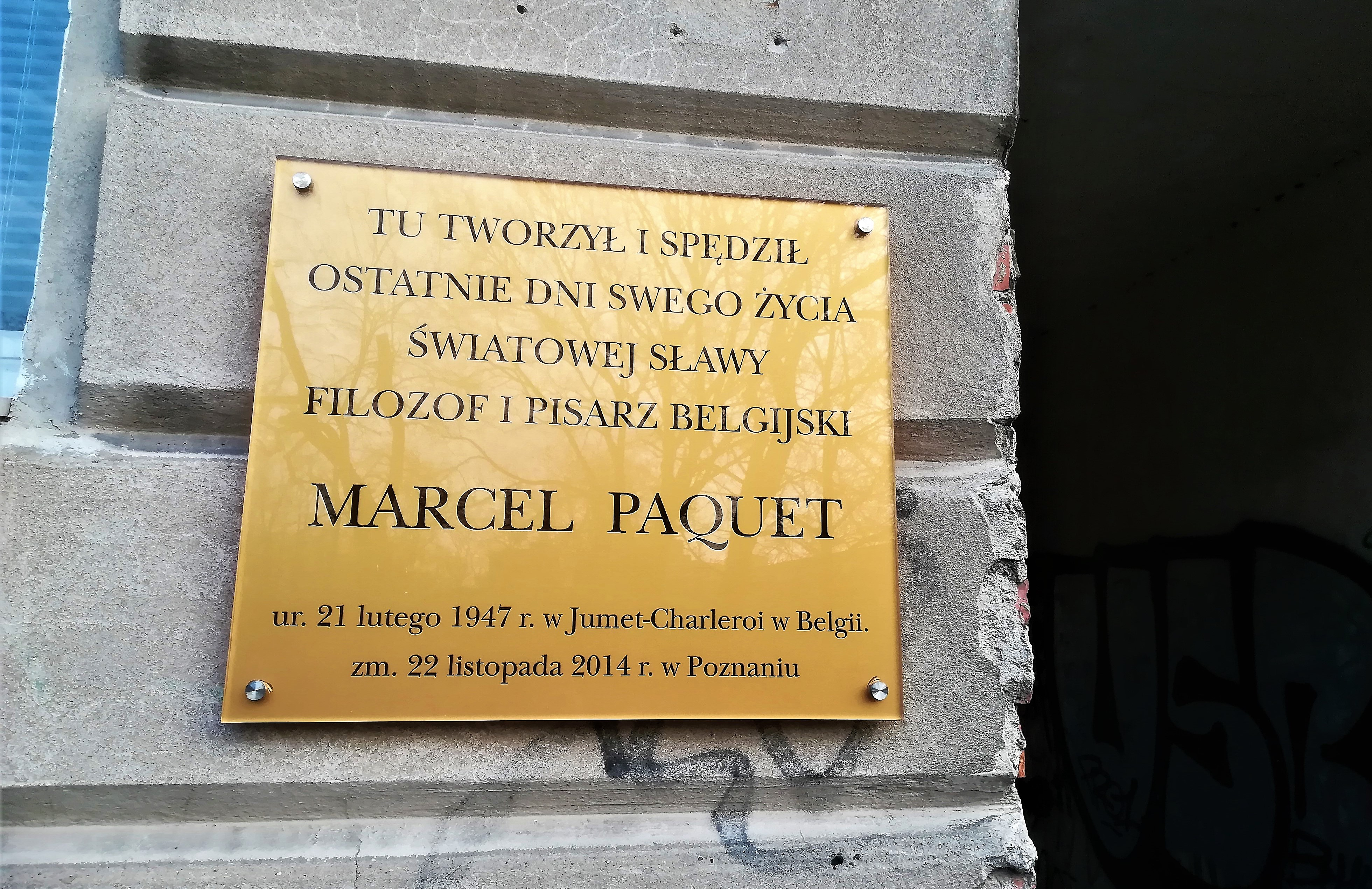
Tablica pamiątkowa w Poznaniu na ul. Działowej

Marcel Paquet (ur. 21 lutego 1947 w Jumet, zm. 22 listopada 2014 w Poznaniu) – belgijski pisarz i filozof.

## Życiorys
Doktoryzował się w 1978 na Wolnym Uniwersytecie w Brukseli (rozprawa La Différence des penseés de Kant et de Hegel dans la question de l’essence de l’art). Był autorem tekstów poświęconych sztuce współczesnej. Publikował w Éditions de la Différence, którego to wydawnictwa był jednym z współzałożycieli. Wydał trzy powieści (m.in. Merde à Jésus!) oraz eseje. Opublikował także książki o Paulu Delvaux, Fernando Botero, Hansie Bellmerze, jak również biografię Rene Magritta. 
Ostatnie dni swojego życia spędził w mieszkaniu na ul. Działowej w Poznaniu. Pogrzeb odbył się 27 listopada 2014 na cmentarzu Miłostowo.